# Миттенвальде (Уккермарк)
Миттенвальде (нем. Mittenwalde) — община в Германии, в земле Бранденбург.
Входит в состав района Уккермарк. Подчиняется управлению Герсвальде. Население составляет 391 человек (на 31 декабря 2010 года). Занимает площадь 22,87 км².
| Год  | Население |
| ---- | --------- |
| 2005 | 494       |
| 2010 | 399       |